# Leucadendron verticillatum
Leucadendron verticillatum là một loài thực vật có hoa trong họ Quắn hoa. Loài này được Meisn. miêu tả khoa học đầu tiên.